# Gerrardanthus
Gerrardanthus é um género botânico pertencente à família Cucurbitaceae.

## Espécies
- Gerrardanthus aethiopicus Chiov.
- Gerrardanthus grandiflorus Gilg ex Cogn.
- Gerrardanthus lobatus (Cogn.) C.Jeffrey
- Gerrardanthus macrorhizus Harv. ex Benth. & Hook.f.
- Gerrardanthus megarhizus Decne. & Harv.
- Gerrardanthus nigericus Hutch. & Dalziel
- Gerrardanthus paniculatus Cogn.
- Gerrardanthus parviflorus Cogn.
- Gerrardanthus portentosus Naudin ex Durieu
- Gerrardanthus tomentosus Hook.f.
- Gerrardanthus trimenii Cogn.
- Gerrardanthus zenkeri Harms & Gilg ex Cogn.

1. ↑  «Gerrardanthus — World Flora Online». www.worldfloraonline.org. Consultado em 19 de agosto de 2020